# Игнатьев, Валентин Сергеевич
Валентин Сергеевич Игнатьев (1922—1998) — советский военный деятель, полковник.

## Биография
Родился 15 сентября 1922 года родился в Харькове в семье военного С. А. Игнатьева.
В 1940 году окончил среднюю школу в городе Могилёв-Подольский, где начальником укрепрайона служил отец.
10 июня 1941 года поступил на службу в Красную армию и был направлен на учебу во Львовское пехотное училище. В ноябре этого же года был направлен на фронт Великой Отечественной войны. С декабря 1941 по октябрь 1942 года служил в должностях командира взвода противотанковых ружей 46-й отдельной стрелковой бригады (Центральный фронт) и командира стрелковых рот 233-го стрелкового полка и 123-й стрелковой бригады (Западный фронт). Принимал участие в обороне Москвы, дважды был ранен. По излечении после первого ранения был слушателем краткосрочных курсов младших лейтенантов Западного фронта. С октября 1942 года Игнатьев служил адъютантом коменданта 153-го укрепрайона Московской зоны обороны (в последующем — Московского военного округа). Участвовал в боевых действиях 1-го и 2-го Белорусских фронтов на территории Восточной Пруссии, Польши и Померании. В апреле 1943 года получил тяжелое увечье — осколочное ранение левого глаза и отрыв пальца левой кисти. Войну закончил в звании капитана.
В феврале-июне 1946 года служил заместителем командира 497-го отдельного пулеметно-артиллерийского батальона в составе Северной группы войск, затем с декабря 1946 по декабрь 1947 года был заместителем командира батальона 366-го гвардейского стрелкового полка (Белорусский военный округ).
С декабря 1947 по октябрь 1948 года обучался на офицерских курсах «Выстрел», после чего получил звание майора.
В феврале 1949 года В. С. Игнатьев был назначен начальником 3-й части Ленинского райвоенкомата города Свердловска, в январе 1950 года был переведен на должность старшего офицера 2-й части Молотовского райвоенкомата Свердловска.
С марта 1955 года работал начальником 3-й части городского военкомата города Каменск-Уральский. В 1958 году снова был переведён в Свердловск начальником 3-й части Орджоникидзевского райвоенкомата.
В сентябре 1961 года уволен в отставку по болезни. Жил в Свердловске. Умер 22 августа 1998 года, похоронен на Широкореченском кладбище города рядом с отцом.

## Награды
Был награжден орденами Красного Знамени (21.04.1944), Красной звезды (20.09.1944), Отечественной войны 2-й степени (31.05.1945, …) и медалями, среди которых «За боевые заслуги» (1951), «За Победу над Германией в Великой Отечественной войне 1941—1945 гг.» (05.09.1945), «За оборону Москвы», «За взятие Кенигсберга» (20.11.1945).